# キャンディ (小説)
『キャンディ』（Candy）は、マックスウェル・ケントンとメイソン・ホッフェンバーグが書いた小説で、1958年にパリのオリンピア・プレス (Olympia Press) より出版された。
作家名マックスウェル・ケントンは、テリー・サザーン（『博士の異常な愛情』『イージー・ライダー』などの脚本家）の変名であり、ゴア・ヴィダルの『マイラ』と並んで1960年代の奇書といわれている。
この小説はヴォルテールの『カンディード』を土台にしたもので、キャンディという少女の破瓜に至るまでの性的遍歴を、毒のあるユーモアを交えながらスラップスティック・コメディさながらに、シニカルに描いている。出版社が悪名高いポルノ本の版元であるため、フランスで発行された英語の小説であるにもかかわらず、青少年に悪影響を与えるとして発禁処分を受けた（度重なる発禁処分をめぐってド・ゴール政府と抗争状態にあった発行者のモーリス・ジロディアスは、『ロリポップ』と改題して発売した）。
米国では1964年になって、大手出版社のパトナムからテリー・サザーン名義で出版され、ベストセラーになった。

## 日本語版
- 『キャンディ』サザーン&ホッフェンバーグ、稲葉明雄訳、早川書房 ハヤカワ・ノヴェルズ、1965年6月。早々に発禁・絶版となった。
- 『キャンディ』清水正二郎または磯村謙（清水の変名で、のち作家胡桃沢耕史）訳、浪速書房、1964年6月

オリンピア・プレス版での翻訳で、マックスウェル・ケントン名義での出版もあり、下記のテリー・サザーン名義のものと若干内容が異なっている。
- 『キャンディ』テリー・サザーン&ホッフェンバーグ、高杉麟訳、角川書店、2003年／角川文庫、2007年
  - 改訳版。元版は1970年10月に角川文庫、および1984年4月に富士見ロマン文庫

## 映画化
1968年に、クリスチャン・マルカン監督で『キャンディ』として映画化された。主演のキャンディ役は当時は無名新人のエヴァ・アウリン（エヴァ・オーリン）だが、脇役にはマーロン・ブランド、リチャード・バートン、リンゴ・スター、ジェームズ・コバーン、ウォルター・マッソー、シャルル・アズナブール、アニタ・パレンバーグなど豪華な顔ぶれが出演している。ただ、映画の方は公開当時、豪華キャストの共演で話題になりながらも「あまりにもセックスシーンが多すぎる」と評論家から酷評された。テリー・サザーンは映画化にあたり、初めは協力的だったが、キャンディ役がスウェーデン娘に決まってからは、手を引いたという 。
この映画は日本では1970年の初公開以来、長らく上映・ビデオ化されず、幻のカルト映画として語り継がれていたが、2003年にリバイバル上映され、原作が改訳刊行し、DVD化も話題になった。